# Jolanta Gzella
Jolanta Gzella – polska śpiewaczka operowa, operetkowa i pedagog.
Absolwentka Akademii Muzycznej w Łodzi (klasa Zofii Stefańskiej). Solistka Opery i Operetki w Szczecinie, Opery Nova w Bydgoszczy, Opery w Gdańsku, Opery Śląskiej w Bytomiu, Teatru Wielkiego w Łodzi, Opery w Krakowie i Teatru Muzycznego w Łodzi. Pedagog Akademii Muzycznej w Łodzi od 1987. W 2014 uzyskała tytuł profesora sztuk muzycznych.

## Wybrane partie operowe i operetkowe
- Carmen (Carmen, Bizet)
- Cześnikowa (Straszny dwór, Moniuszko)
- Czipra (Baron cygański, J. Strauss)
- Fenena (Nabucco, Verdi)
- Jadwiga (Straszny dwór, Moniuszko)
- Książę Orłowski (Zemsta nietoperza, J. Strauss)
- Marcelina (Wesele Figara, Mozart)
- Maria (Porgy and Bess, G. Gershwin)
- Mercedes (Carmen, Bizet)
- Pani Quickly (Falstaff, Verdi)

## Wybrane nagrody
- 2001: Nagroda Ministra Kultury i Dziedzictwa Narodowego za wybitne osiągnięcia zawodowe
- 2007: Nagroda Prezydenta Miasta Łodzi
- 2010: Brązowy Medal „Zasłużony Kulturze Gloria Artis”
- 2012: Statuetka Ariona – Nagroda Sekcji Teatrów Muzycznych ZASP